# Brazílie na Letních olympijských hrách 2012
Brazílie se účastnila Letní olympiády 2012. Zastupovalo ji 272 sportovců (141 mužů a 131 žen) v 24 sportech.

## Medailisté
| Medaile | Jméno | Sport                | Soutěž                       |
| ------- | --- | -------------------- | ---------------------------- |
| Zlato   | Sarah Menezesová | Judo                 | ženy 48 kg                   |
| Zlato   | Arthur Zanetti | Sportovní gymnastika | muži kruhy                   |
| Zlato   | Fabiana Claudinová Dani Lins Paula Pequeno Adenízia da Silva Thaísa Menezes Jaqueline Carvalho Fernanda Ferreira Tandara Caixeta Natália Pereira Sheilla Castro Fernanda Garay Fabiana de Oliveira                                                                                   | Volejbal             | Turnaj žen                   |
| Stříbro | Thiago Pereira | Plavání              | muži 400 m polohový závod    |
| Stříbro | Alison Cerutti Emanuel Rego | Plážový volejbal     | muži                         |
| Stříbro | Gabriel Vasconcelos Ferreira Rafael Pereira da Silva Thiago Silva Juan Jesus Sandro Raniere Marcelo Vieira Lucas Moura Rômulo Borges Monteiro Leandro Damião Oscar Neymar Hulk Bruno Uvini Danilo Luiz da Silva Alex Sandro Paulo Henrique Ganso Alexandre Pato Norberto Murara Neto | Fotbal               | družstvo mužů                |
| Stříbro | Esquiva Falcão Florentino | Box                  | muži váha střední do 75 kg   |
| Stříbro | Bruno Rezende Wallace de Souza Sidão Leandro Vissotto Gilberto Godoy Filho Murilo Endres Sérgio Santos Thiago Soares Alves Rodrigo Santana Lucas Saatkamp Ricardo Garcia Dante Amaral                                                                                                | Volejbal             | turnaj mužů                  |
| Bronz   | Felipe Kitadai | Judo                 | Muži 60 kg                   |
| Bronz   | Mayra Aguiarová | Judo                 | ženy 78 kg                   |
| Bronz   | Rafael Silva | Judo                 | muži +100 kg                 |
| Bronz   | César Cielo Filho | Plavání              | muži 50 m volný styl         |
| Bronz   | Robert Scheidt Bruno Prada | Jachting             | Star class                   |
| Bronz   | Adriana Araujo | Box                  | ženy váha lehká - do 60 kg   |
| Bronz   | Juliana Felisberta Larissa Françová | Plážový volejbal     | ženy                         |
| Bronz   | Yamaguchi Falcão Florentino | Box                  | muži váha polotěžká do 81 kg |
| Bronz   | Yane Marquesová | Moderní pětiboj      | ženy                         |